# (4913) Wangxuan
(4913) Wangxuan est un astéroïde de la ceinture principale.

## Description
(4913) Wangxuan est un astéroïde de la ceinture principale. Il fut découvert le 20 septembre 1965 à Nanking par l'observatoire de la Montagne Pourpre. Il présente une orbite caractérisée par un demi-grand axe de 2,44 UA, une excentricité de 0,19 et une inclinaison de 3,0° par rapport à l'écliptique.

## Compléments